# Frutiger Capitalis
Frutiger Capitalis és una família tipogràfica concebuda pel tipògraf suís Adrian Frutiger (1928-2015). La primera versió, anomenada «Capitalis outline» i més tard «Symbolica» va sortir el 1991.
El 1989, empès pel mateix Frutiger, la companyia Linotype havia llençat el pojecte «Tipografia abans de Gutenberg». Amb aquest projecte Linotype volia estimular tipògafs a reinterpretar alfabets manuscrits des de l'antiguitat per tal de contribuir a establir una alternativa a les perpètues variacions de pòlisses clàssiques o de fantasia tant populars a les primeries de l'autoedició. L'emergent tipografia digital obria noves vies, tècnicament molt difícils a realitzar amb la tipografia «calent» amb metalls fosos.
Per a aquesta família tipogràfica, Frutiger es va inspirar en làpides romanes de la fi del segle i aC, de les quals va fer una interpretació llibre i no pas una còpia històrica. Després de dissenyar meticulosament tantes polisses serioses, el tipògraf hi va trobar una llibertat artística, lletres romanes «com si fossin escrites amb un retolador», és un tipus de lletra alegre que revela vitalitat. Es presenta en format positiu, perfilat i de símbols amb traces suaus, alguns poc llegibles per deixar marge per a la interpretació.
La versió definitiva, ara amb el nom «Frutiger Capitalis» va sortir el 2005, però va perdre un xic la solta alegria de l'original de 1991.
Famílies tipogràfiques:
Frutiger Capitalis regular
Frutiger Capitalis contorn
Frutiger Capitalis signes i símbols

## Altres famílies tipogràfiques de Frutiger
- Frutiger
- Frutiger Serif
- Frutiger Stones i Frutiger Symbols
- Frutiger Arabic